# Clément Méric
Clément Méric   (Brest, 30 de novembre de 1994 - París, 5 de juny de 2013) (AFI: [klemɑ̃ meʁik]) va ser un activista polític antifeixista bretó, assassinat als 18 anys per dos skinheads d'extrema dreta.
Una baralla a París entre activistes d'extrema esquerra i d'extrema dreta va provocar la seva mort, quan dos skinheads d'extrema dreta, Esteban Morillo i Samuel Dufour, van ser acusats de l'homicidi. El setembre de 2018, van ser condemnats per homicidi involuntari i possessió d'armes respectivament, i condemnats a 11 i 5 anys de presó respectivament. Morillo va ser alliberat amb llicència aquell novembre després d'una apel·lació, Dufour el gener de 2019, i un segon judici va començar el desembre de 2019. El juny de 2021, van ser condemnats a 8 i 5 anys respectivament. El llarg procés judicial es va centrar al voltant de punts polèmics: la pròpia responsabilitat de Méric en la violència, i si l'acusat tenia o no un puny americà, una arma il·legal independentment del context.

## Vida
Nascut a Brest, Bretanya, va ser el fill més petit de la seva família i es va traslladar a París als 17 anys, per convertir-se en estudiant al Sciences Po. Era conegut per la policia com a membre d'un grup d'extrema esquerra que buscava activament un enfrontament violent amb l'extrema dreta. Méric estava en remissió de la leucèmia en el moment de la seva mort.

## Assassinat
Una fira de venda de roba de les marques Ben Sherman i Fred Perry, popular entre els dos grups extrems, s'estava fent a la Rue de Caumartin, al 9è districte de París. El grup d'extrema esquerra va provocar verbalment el grup d'extrema dreta i va esperar fora de la botiga durant 40 minuts, abans de la baralla que va provocar la mort de Méric. Ni Méric ni Morillo van estar involucrats en l'enfrontament verbal inicial, havent estat tots dos anomenats com a reforços. Dos guàrdies de seguretat van dir que van impedir que Méric entrés a la botiga per lluitar contra els skinheads, i li van dir que s'abstingués de la violència, sobretot contra els homes físicament més grans; els guàrdies de seguretat també van dir als skinheads que sortissin cap a la dreta per evitar trobar-se amb el grup d'esquerres, que va ser ignorat. Només van passar sis segons entre els dos grups que es van trobar a l'exterior i en Méric va caure a terra.
Més tard, el juny de 2013, unes imatges de seguretat de l'agència de transport públic del grup RATP de París van mostrar en Méric colpejant Morillo a l'esquena. Morillo es va girar i li va donar un cop de puny a la cara, provocant la mort de Méric. Encara que no hi ha proves de vídeo, alguns espectadors van afirmar que Morillo estava armat amb punys americans, que hauria estat il·legal independentment del context. El vídeo va ser vist però no mostrat per RTL Group, que va disputar una reconstrucció de France 2 que mostrava a Méric colpejant un Morillo passiu; L'informe de RTL deia que Morillo estava lluitant contra dos homes més en el moment en què Méric se li va acostar.

### Esteban Morillo i Samuel Dufour
Morillo va néixer el desembre de 1992 a Cadis, Espanya, i va créixer a Neuilly-Saint-Front, al departament de l'Aisne. L'alcalde del poble, André Rigaud, va descriure els seus pares com a gent normal, però el 2010 va obrir una investigació policial sobre Morillo i la seva banda neonazi. El maig de 2011 va rebre antecedents penals per possessió de ganivets i punys americans. Divuit mesos abans de la baralla, s'havia traslladat a Saint-Ouen-sur-Seine, a la regió de París, per viure amb la seva xicota i treballar com a guàrdia de seguretat. Tots dos eren membres de Troisième Voie, una organització d'extrema dreta.
Dufour va néixer a Dieppe i era aprenent de forner. També era membre de Troisième Voie i tenia tatuatges neonazis.

## Procés legal
El fiscal de París volia acusar Morillo d'assassinat, però el jutge d'instrucció ho va rebutjar i, en canvi, el va acusar d'homicidi involuntari.
Una qüestió polèmica en el judici va ser si Morillo estava armat amb punys americans, ja que els missatges de text de l'acusat i les declaracions dels testimonis van donar suport que ho era, mentre que l'autòpsia no va ser concloent. Els artells de llautó es venen legalment a adults a França, però el seu ús en aquest cas demostraria que Morillo i el proveïdor Dufour s'havien preparat per cometre violència.
El setembre de 2018, Morillo va ser declarat culpable d'homicidi involuntari i Dufour de subministrar punys americans, mentre que un tercer home va ser absolt de violència a altres persones. Morillo va ser condemnat a 11 anys de presó i Dufour a set. Morillo va ser empresonat només 55 dies abans d'apel·lar i va ser alliberat amb llicència. Dufour també va ser posat en llibertat en apel·lació el gener de 2019, abans d'un judici d'apel·lacions a Évry el desembre d'aquell any.
El judici d'apel·lacions es va ajornar a causa d'una vaga de transport públic i després de la pandèmia de COVID-19. El juny de 2021, Morillo va ser condemnat a 8 anys i Dufour a 5.

## Reaccions

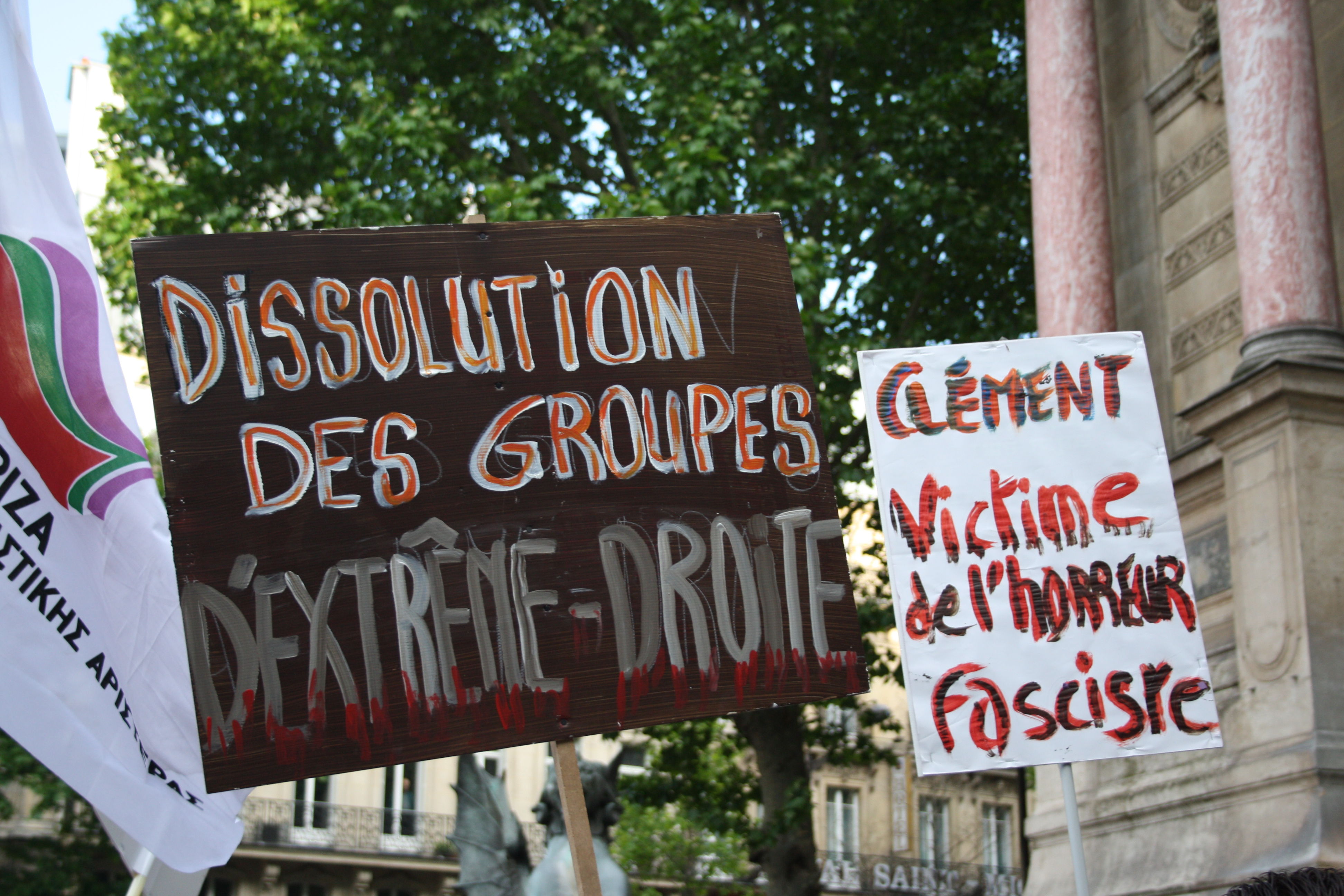
Manifestació en memòria de Méric a París el 6 de juny de 2013. Els cartells diuen «dissolució dels grups d'extrema dreta» i «Clément víctima de l'horror feixista».

El president François Hollande i el primer ministre Jean-Marc Ayrault van condemnar la mort de Méric i es van comprometre a aturar l'extrema dreta. Marine Le Pen, líder del Front National, va condemnar la mort i en va allunyar el seu partit.
Tres grups d'extrema dreta vinculats als que van matar Méric, inclosos dos encapçalats per Serge Ayoub, van ser proscrits pel govern francès. La ministra del govern Najat Vallaud-Belkacem va criticar els mitjans nacionals per concedir entrevistes amb Ayoub després de la mort.
Les manifestacions en memòria de Méric van tenir lloc per tot França, i en els aniversaris posteriors de la seva mort.